# NGC 431
NGC 431 je galaksija u zviježđu Andromeda.

## Vanjske poveznice
- SEDS: NGC 431